# Renato Antonioli
Renato Antonioli (6 settembre 1953) è un ex sciatore alpino italiano.

## Biografia
Discesista puro originario di Valfurva, in Coppa del Mondo Renato Antonioli ottenne il primo risultato di rilievo il 20 gennaio 1978 sulla pista Streif di Kitzbühel conquistando l'unico podio di carriera, 3º alle spalle dell'austriaco Josef Walcher e dello svizzero Walter Vesti, e l'ultimo piazzamento il 6 gennaio 1979 a Morzine (5º); non prese parte a rassegne olimpiche né ottenne piazzamenti ai Campionati mondiali.

## Palmarès

### Coppa del Mondo
- Miglior piazzamento in classifica generale: 32º nel 1978
- 1 podio (in discesa libera):
  - 1 terzo posto